# Opus the Penguin
Opus the Penguin (Opus T. Penguin) är en figur i dagspresserier och barnböcker av Berkeley Breathed, och är nog mest känd från serien Bloom County. Breathed har beskrivit honom som en "existentialistisk pingvin". 